# Rýchla brigáda
Rýchla Brigáda (pol. Brygada Szybka) – słowacki związek taktyczny uczestniczący w ataku Niemiec na ZSRR od 8 lipca 1941.
Brygada ta wchodziła w skład słowackiego korpusu ekspedycyjnego (brygada zmotoryzowana i brygada piechoty) jako wyodrębniona część Armii Polowej dowodzonej przez gen. Malára, współdziałała z niemiecką 17 Armią w składzie HGr Süd, dowódcą 21 Brygady został mianowany płk Rudolf Pilfousek. Jednostka ta została utworzona na bazie Grupy Szybkiej „Kalinčak” po inspekcji gen. Ferdinanda Čatloša 8 lipca 1941.
W pierwszym etapie ofensywy otrzymała ona zadanie jak najszybszego przejścia przez granicę, pomiędzy Słowacją a Generalnym Gubernatorstwem, następnie dojście do niemiecko-sowieckiej linii demarkacyjnej i prowadzenie natarcia na Sanok, następnie na Lwów i Winnicę. Dotarcie do Sanu odbyło się bez strat własnych, ze względu na brak oporu. Do pierwszych potyczek z Armią Czerwoną doszło jedynie opodal wsi Trzcianiec. Jednakże za rzeką San znajdowały się już umocnienia Linii Mołotowa, naszpikowane bunkrami, wałami przeciwczołgowymi oraz kozłami hiszpańskimi. Około 8 lipca 1941 jednostka została podporządkowana dowództwu 17 Armii. Do ostrych walk doszło po raz pierwszy pod Załużem, gdzie jednostka poniosła straty. 16 lipca 1941 dotarła do Gródka Jagiellońskiego. Z 22 na 23 lipca 1941 r. stoczyła bitwę z Armią Czerwoną nieopodal wsi Lipowiec-Ilnice. Po bitwie brygada była reorganizowana i uzupełniona do etatu dywizji zmotoryzowanej pod dowództwem płk. Jozefa Turanca, otrzymała nazwę Dywizja Szybka (Rýchla divízia).

## Struktura brygady na dzień 8 lipca 1944 r.
- Dowództwo
- Motorizovaný priezvedný oddiel
  - Dowództwo
  - Kompania radiotelegraficzna
  - Kompania samochodów pancernych
  - Kompania dział przeciwpancernych
  - Dwa plutony cyklistów
  - Kompania kobieca
  - Kompania pomocnicza
- Motorizovaný peší prápor (2. prápor, 6. pešieho pluku)
  - Dowództwo
  - Kompania radiotelegraficzna
  - Kompania dział przeciwpancernych
  - Kompania młodzieży
  - Bateria armat 75 mm
  - Trzy plutony piechoty
- Pluk útočnej vozby
  - Pluton sztabowy
  - Dwa plutony czołgów
  - Trzy baterie dział przeciwpancernych
- Delostrelecký oddiel (1. oddiel, 11. delostreleckého pluku)
  - Veliteľstvo
  - Rádiová čata
  - Tri delostrelecké batérie (100 mm delá)
  - Delostrelecká batéria (105 mm kanóny)
- Ženijná rota
- Spojovacia rota
- 117 oficerów
- 39 podoficerów
- 3390 żołnierzy

Na uzbrojenie jednostki składały się m.in. czołgi LT 35 (č.13838, 13846, 13857), LT 38 (č. V-3005), LT 40 (č. V-3037) oraz wozy pancerne OA vz.30 (č. 13403).
22 sierpnia 1941 jednostka została przeorganizowana na Ukrainie razem z 2 Słowacką Dywizją Piechoty w 1 Słowacką Dywizję Zmotoryzowaną.
Dywizja współuczestniczyła w ofensywie wojsk niemieckich w południowej Ukrainie. Pół roku później utrzymywała stanowiska obronne w okolicach Morza Azowskiego i Taganrogu oraz na rzece Mius. Od listopada 1941 roku do kwietnia 1942 roku jednostką dowodził płk Augustín Malár. Od czerwca 1942 r. ponownie pod dowództwem płk. Turanca zmotoryzowana jednostka przemieszczała się szybko i już 22 lipca osiągnęła Rostów nad Donem, gdzie włączyła się do boju o miasto i była pierwszą jednostką Osi, która utworzyła przyczółek na wschodnim brzegu Donu. Następnie do listopada 1942. Rýchla divízia walczyła wzdłuż rzeki Kubań w ofensywie na Kaukaz oraz w górach Kaukazu. Na początku 1943 r. stan liczebny wojsk słowackich w ZSRR wynosił ok. 35 tys. żołnierzy. Po klęsce stalingradzkiej w 1943 roku jednostka ta została przerzucona na Krym, następnie jej część jako Zaisťovacia divízia (dywizja bezpieczeństwa) brała udział w niszczeniu partyzantki na Białorusi oraz Ukrainie natomiast druga grupa jako Dywizja techniczna została przerzucona na front włoski. 28 lipca 1943 r. cała dywizja powróciła z frontu wschodniego na Słowację, witana w tym dniu w Zwoleniu przez gen. Ferdinanda Čatloša. Ogółem straty słowackie na froncie wschodnim w latach 1941–1943 wyniosły 2500 zabitych.
Późną jesienią 1944 r. dywizja została przemianowana na 1 Słowacką Dywizję Piechoty. Na terenie Słowacji w tym samym roku dywizja przeszła jeszcze kolejną reorganizację jako tzw. Domobrona.

## Literatura
- Charles Kliment: Slovenská armáda 1939-1945. Pilzno, 1996.
- Archív Múzea SNP Banská Bystrica, Fond XII, prír. č. S 88/87,
- Bajtos, I.: História slovenského Pluku útočnej vozby 1939 – 1944. Košice, 1987.
- Vojenský historický archív Bratislava: Fond 55; Fond 55-57-4; Fond spomienky, ŠZ, X–283,
- Jamriska, D.: Zaisťovacia divízia v ZSSR. Martin, júl 1967.
- АРУШАНЯН. Б.: Боевые действия 12-й армии в нчальный период войны. In: Военно-Истоический журнал, 1973, No. 6.
- Belko, J.: Zápisník z východného frontu. Bratislava: VPL, 1965.
- Gajdos-Breza, J.: Krvavá zem (Po stopách vojny na východe). Bratislava: MNO, 1941.
- КАМИНСКИЙ, В.: Для долговременной обороны. In: Техника молодёжи, 1989, No. 8, str. 42.
- Korcek, F.: Obrázky z Ukrajiny (Dojmy vojenského dopisovateľa). Bratislava: MNO, 1941.
- Padli za vlasť. w : Kalendár slovenského vojska (1943). Bratislava: MNO, 1943.
- Padzev, M. G.: V prvej i druhej línii (Pohraničníci vo vojne). Bratislava: Pravda, 1982.
- Pysny, E.: Oceľ a myšlienka (Články, reči a úvahy o prvej kapitole bojov slovenského národa proti boľševizmu). Žilina: MNO, 1941.
- Rudin, F. K.: Slovenská armáda na Ukrajine. Bratislava: MNO, 1941.
- Suvorov, V.: Všechno bylo jinak. Praha: Naše Vojsko, 1995.

Ťaženie slovenskej rýchlej skupiny (brigády) v SSSR od 23. júna do 30. júla 1941. Bratislava: MNO, 1941.
- Vasko, A.: Ranení rozprávajú... Bratislava: MNO, 1941.

Z galerie nositeľov železného kríža (Tankami proti nepriateľovi). In: Stráž vlasti, 2, 1944, č. 22, str. 12.
- Žukov, G. K.: Spomienky a úvahy. Bratislava: Pravda, 1974.